# Richard W. Thorington
Richard Wainwright Thorington, Jr. (* 24. Dezember 1937 in Philadelphia; † 24. Februar 2017 in Bethesda, Maryland), auch als Dick Thorington bekannt, war ein US-amerikanischer Mammaloge. Seine Forschungsschwerpunkte waren die Hörnchen und die Neuweltaffen.

## Leben
1959 erlangte Thorington seinen Bachelor of Arts in Biologie an der Princeton University. 1963 graduierte er zum Master of Arts in Biologie an der Harvard University. 1964 wurde er mit der Dissertation The biology of rodent tails: A Study of form and function zum Ph.D. promoviert. Anschließend arbeitete er bis 1969 als Primatologe am Harvard University Regional Primate Center in Southborough, Massachusetts und forschte im südamerikanischen Regenwald. 1976 wurde Morbus Charcot-Marie-Tooth bei ihm diagnostiziert, was zu einer Tetraplegie führte und eine weitere Arbeit in den Tropen verhinderte. Von 1969 bis 1976 war er stellvertretender Kurator für Säugetiere am National Museum of Natural History der Smithsonian Institution in Washington, D.C. Ab 1976 übernahm er die Leitung der mammalogischen Abteilung, wo er eine Sammlung von 30.000 Hörnchenexemplaren kuratierte. Seit seinem Ruhestand im Jahr 2009 war er Curator emeritus. Sein Nachfolger wurde im Dezember 2009 Kristofer Helgen.
Von Anfang bis Mitte der 1970er Jahre war Thorington Vorsitzender des Committee on Conservation of Nonhuman Primates, wo er sich für den Schutz neotropischer Primaten engagierte. 
Neben zahlreichen Fachartikeln, die unter anderen im Journal of Mammalogy, im Journal of Vertebrate Paleontology und im Journal of Mammalian Evolution veröffentlicht wurden, und einigen Büchern war Thorington an mehreren Buchkapiteln beteiligt. So war er für das Standardwerk Mammal Species of the World aus dem Jahr 2005 für den Abschnitt über die Hörnchen (Sciuridae) verantwortlich. Für das sechsbändige Werk Mammals of Africa von Jonathan Kingdon aus dem Jahr 2013 verfasste er den Familienartikel über die Hörnchen, den Gattungsartikel über die Gleitbilche (Idiurus) sowie mehrere Artbeiträge. Weitere Forschungsfelder umfassten die Riesengleiter (Dermoptera), die Gleithörnchen (Pteromyini) und die Gleitbeutler (Petauridae). Daneben beteiligte er sich an paläontologischen Veröffentlichungen, etwa 1984 mit Robert J. Emry an einem Vergleich der bis dahin ältesten bekannten Hörnchengattung Protosciurus und den Fossilien von Protosciurus jeffersoni, heute Douglassciurus jeffersoni, mit rezent lebenden Baumhörnchen. Emry und dessen Kollege William W. Korth benannten 2007 das fossile Hesperopetes thoringtoni als eine von drei neuen Arten nach Richard W. Thorington.
Thorington war Mitglied bei der American Society of Mammalogists. Er starb am 24. Februar 2017 im Alter von 79 Jahren an den Folgen einer bakteriellen Blutinfektion.

## Werke (Auswahl)
- Committee on Conservation of Nonhuman Primates, 1973
- Neotropical Primates: Field Studies and Conservation. National Academy of Sciences, Washington D. C., 1976 (mit Paul G. Heltne)
- Squirrels: The Animal Answer Guide, 2008 (mit Katie E. Ferrell)
- Squirrels of the World, 2012 (mit John L. Koprowski, Michael A. Steele)
- Gliding Mammals: Taxonomy of Living and Extinct Species, 2012